# 유러피안 쇼트헤어

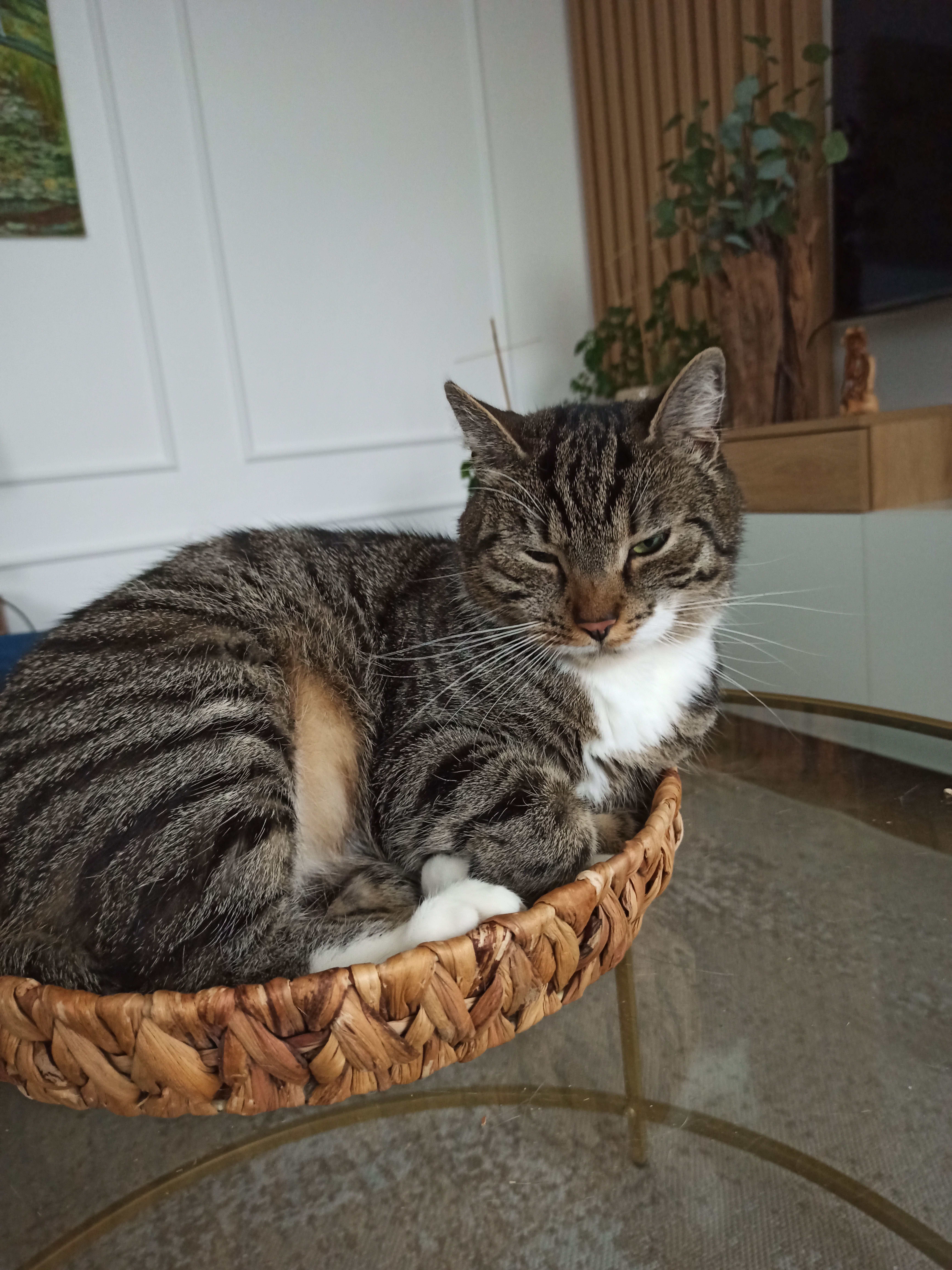
어린 유러피안 쇼트헤어

유러피안 쇼트헤어는 스웨덴에서 기원한 고양이 품종이다. 유러피안이라고도 불린다. 이 용어는 유럽의 일반적인 집고양이를 지칭하기도 하는데, 이 품종의 혈통 고양이들도 유럽의 전형적인 집고양이를 닮아야 하기 때문에 약간의 혼란을 야기한다. WCF에서는 켈트 쇼트헤어(Celtic Shorthair)로 알려져 있으며, 당시에는 같은 품종으로 간주되었지만, 이 품종은 유러피안 쇼트헤어들과 다소 차이가 있으며, 현재 WCF는 켈트 쇼트헤어가 아닌 진정한 유러피안 쇼트헤어를 이 품종 이름으로 등록하고 있다.
20세기 초까지는 인정받지 못했지만, 1949년에 유러피안 쇼트헤어를 국제 고양이 연맹(FIFe)에 의해 인정받았다. FIFe에 등록된 가장 오래된 유럽 쇼트헤어는 1940년에 태어났으며, 이는 1949년에 FIFe가 형성되기 이전의 유럽 쇼트헤어의 기원이었다.

## 유래
유러피안은 사육에 특별한 규칙을 따르지 않고 자연적으로 발달한 집고양이의 종류와 비교될 수 있다.
유러피안 쇼트헤어는 브리티시 쇼트헤어, 아메리칸 쇼트헤어와 같은 품종이었지만, 이 품종은 더 오랫동안 번식되어 왔다. 브리티시 쇼트헤어는 페르시안 고양이와 교배되어 코비어 고양이가 되기 위해 선택적으로 사육되었다. 당시 브리티시 쇼트헤어가 겉모습은 다르지만 유러피안 쇼트헤어로 불리기도 했다는 것은 스칸디나비아 사육자들에게는 혼란스러웠다. FIFe는 1982년 스칸디나비아의 유럽 쇼트헤어를 별도의 품종으로 등록하기 전까지 두 종류의 고양이를 단일 품종으로 인정했다.

## 기대 수명
평균 수명은 고양이가 집고양이인지 들고양이인지에 따라 다르다. 실내 고양이의 평균 수명은 14년이며, 들고양이는 이보다 많이 짧다.

## 성격
이 품종은 유럽의 쥐 사냥꾼들에게 길들여졌다. 그렇기에, 대부분의 유럽 쇼트헤어는 강하고 활동적이며, 일반적으로 모든 연령대의 사람들에게 우호적이다. 그들은 다른 고양이들과 개와도 잘 어울린다. 유러피안 쇼트헤어는 영리하고 장난기가 많으며, 그들 중 대부분은 집과 정원을 모든 종류의 설치류로부터 보호하는 데 특화되어 있다. 그들은 변화하고 활동적인 가정을 잘 다루는 경향이 있어 아이들이 있는 가정에 적합하다.

## 신체적 특징

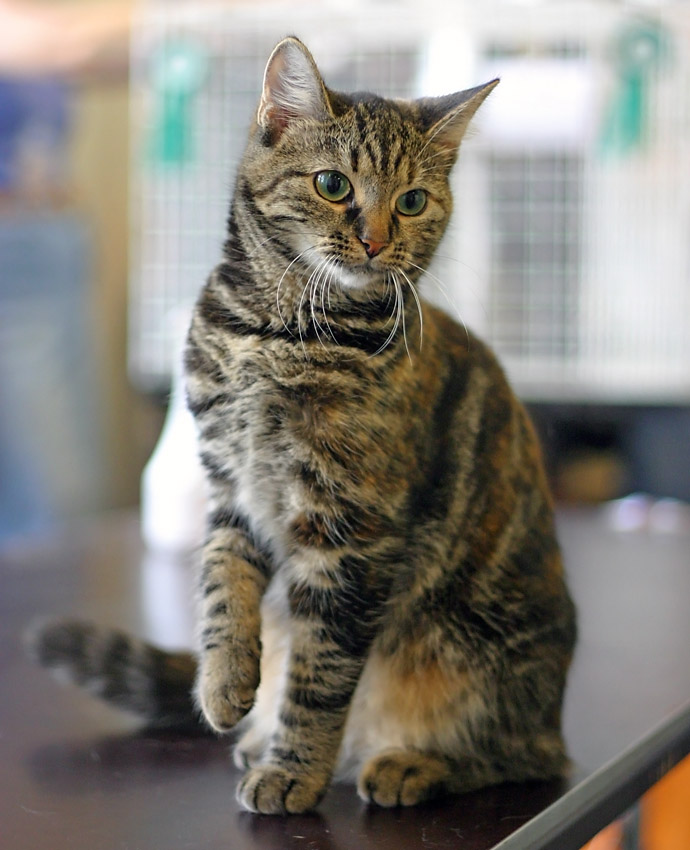
헬싱키 캣쇼에 등장한 암컷 유러피안 쇼트헤어

유러피안 쇼트헤어는 매우 유연한 고양이로, 유럽의 토종 쇼트헤어 고양이와 비교할 때 특징이 비슷한 모습을 보여야 한다. 유러피안 쇼트헤어는 넓고 근육이 잘 발달한 가슴을 가진 근육질 고양이이다. 튼튼한 다리의 길이이는 보통이고, 발은 둥글다. 꼬리 밑부분은 상당히 두꺼우며, 끝이 둥글게 가늘어진다.
머리는 너비보다 길어야 하기 때문에 브리티시 쇼트헤어처럼 둥글지 않다. 귀는 중간 크기이며, 귀의 폭은 귀의 높이에 해당하며 끝이 약간 둥글다. 그 귀는 꽤 넓고 직립적이다. 눈은 둥글고 색이 다양하다.
유러피안 쇼트헤어의 촘촘한 털은 짧고 광택이 난다. 검은색, 빨간색, 파란색, 크림과 같은 모든 천연 색상, 은색 또는 흰색 문양가 있든 없든 모두 해당되지만, FIFe에서는 천연 색상 외에는 혀용되지 않는다. 순백은 허용된다. 눈 색깔은 털의 색상과 일치하며 노란색, 녹색 또는 주황색이 많다. 털 색깔이 흰색일 경우 파란색이나 오드아이이다.

## 유명도
이 품종은 스칸디나비아에서 인기가 많은데, 유럽에는 여전히 비슷하게 생긴 고양이들의 수가 많기 때문이다. 유러피안 쇼트헤어는 스웨덴의 멸종위기 품종 목록에 있으며 핀란드의 국가 고양이이다.

## 같이 보기
- 도메스틱 쇼트헤어